# 罗子山乡
罗子山乡是中国陕西省延安市延长县下辖的一个乡。

## 行政区划
罗子山乡下辖以下行政区：
石佛村、西渠村、埝坡村、益枝村、木斗村、道山坪村、良俭村、利壁村、鲁儿村、加官村、兰地村、莫乐坪村、后街村、安家村、上百桑村、寨石村、西良村、古渡甸村、桃枝村、木芽村、呼延村、堡石村、关道村。

## 历史沿革
历代隶属宜川、汾川、门山等县，1935年5月属延长县五乡。1936年12月属红宜县管辖。1937年7月属固临县。1948年7月撤捎固临县，属延长县六区和七区。1956年4月属安河区。1958年9月成立西渠人民公社。1961年5月将西渠人民公社由滴水岸迁至罗子山，改称罗子山人民公社。1985年改设罗子山乡。2011年撤销安河镇并入罗子山乡，设立罗子山镇。